# Deringer

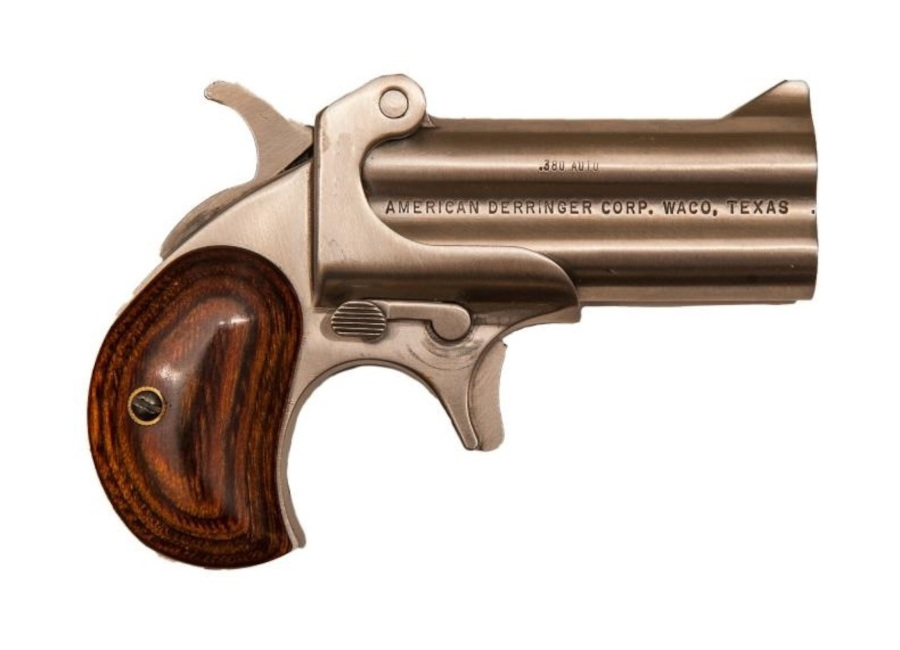
Deringer

Deringer, także derringer – rodzaj małego, kieszonkowego pistoletu. Nazwa pochodzi od nazwiska konstruktora Henry'ego Deringera.
Początkowo słowo deringer oznaczało mały pistolet kieszonkowy z zamkiem kapiszonowym ładowany odprzodowo, później pojawiły się deringery na amunicję zespoloną, często posiadające blok dwóch lub czterech luf z kurkowym mechanizmem uderzeniowym. Kolejne naciśnięcia spustu powodują odpalenie pocisków z kolejnych luf.
Deringer został użyty przez Johna Wilkesa Bootha w zamachu na Abrahama Lincolna.